# Herculaneum (Missouri)
Pour les articles homonymes, voir Herculaneum.
La ville de Herculaneum est située dans le comté de Jefferson, dans l’État du Missouri, aux États-Unis. Sa population s’élevait à 3 468 habitants lors du recensement de 2010, estimée à 3 965 habitants en 2016.

## Industrie métallurgique
C'est à Herculaneum que le groupe Doe Run, plus grand producteur de plomb du monde occidental, a ouvert en 1892 sa première fonderie.

## Source
- (en) Cet article est partiellement ou en totalité issu de l’article de Wikipédia en anglais intitulé « Herculaneum, Missouri » (voir la liste des auteurs).